# 袁运甫
袁运甫（1933年5月—2017年12月13日），江苏南通人，中华人民共和国画家，清华大学美术学院教授，中国美术家协会理事，中国壁画学会副会长，第九届全国政协委员。